# Massimo Gadda
Massimo Gadda (Legnano, 16 settembre 1963) è un allenatore di calcio ed ex calciatore italiano.
Ha giocato soprattutto in Serie B mentre in Serie A ha militato con le maglie di Ancona, di cui divenne una bandiera e Milan.

## Carriera

### Giocatore
Inizia da centrocampista al Milan debuttando in Serie A a 18 anni e disputando poi alcune gare in Serie B, dove i rossoneri retrocessero nel 1982, in cadetteria non gioca spesso (6 presenze) e segna una rete. Passa alla Reggiana nel 1983 ed è titolare. Resta a Reggio Emilia due anni per poi trasferirsi a Livorno.
Dopo una stagione passa all'Ancona, dove gioca otto anni, diventando capitano, e disputa 18 partite in Serie A 1992-1993, ma la squadra retrocede in B la stagione successiva. Nel 1994 va al Ravenna in cui rimane tre stagioni, fino al 1997, anno in cui passa al Cesena. Nel 1998-1999 va alla SPAL, a gennaio torna a Cesena. Termina la carriera nel 2001 dopo aver giocato un'altra stagione alla SPAL, una al Fano.

### Allenatore

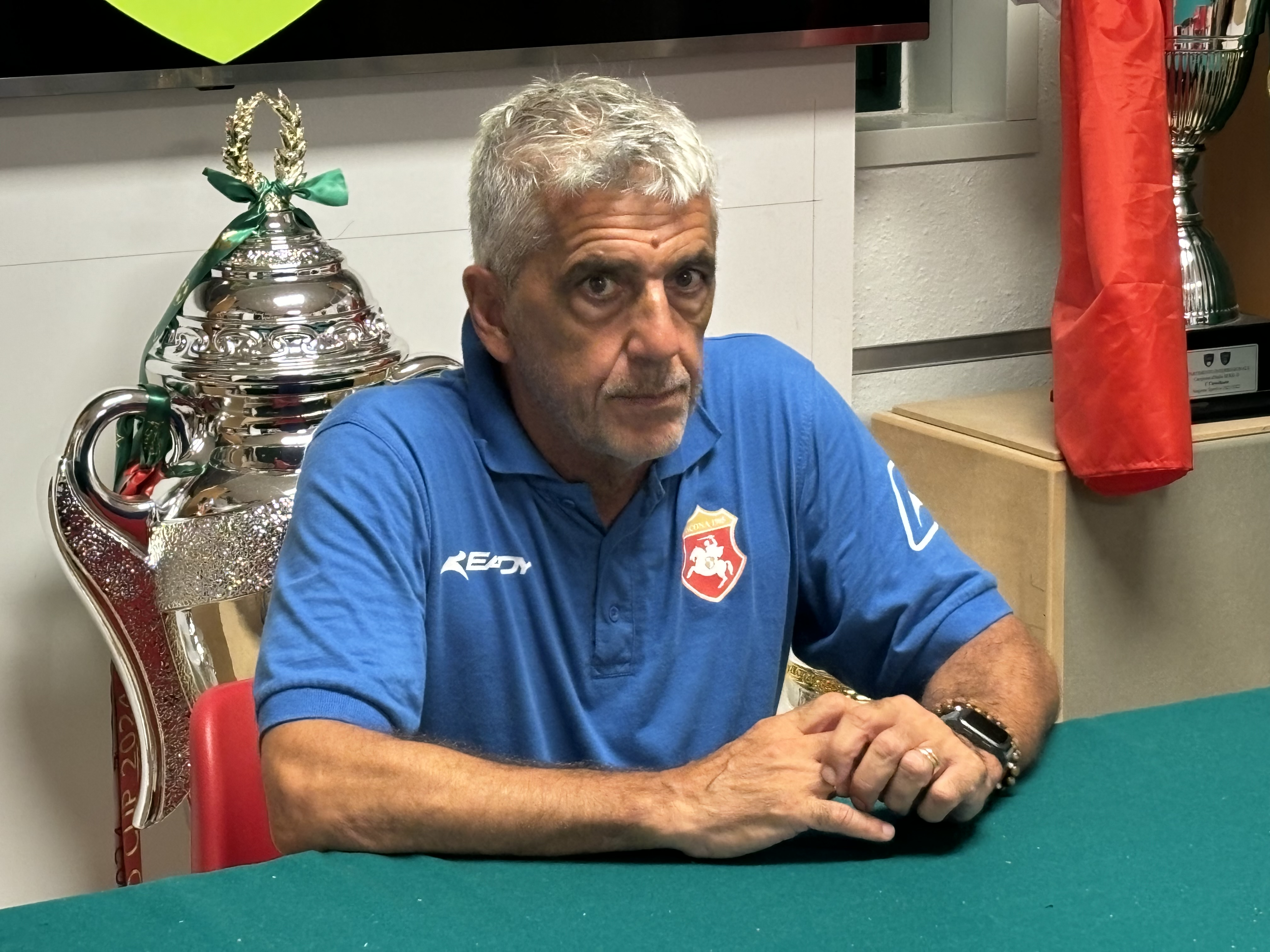
Gadda tecnico dell'Ancona nel 2024

Conclusa la carriera da calciatore è divenuto allenatore guidando il Baracca Lugo da dove viene esonerato, poi il Ravenna dove alla prima stagione centra la promozione in C2, alla seconda il sesto posto.
Nel 2004 è vice di Fabrizio Castori sulla panchina del Cesena con quest'ultimo gravato da una squalifica di un anno e sette mesi che permette a Gadda di sostituirlo in panchina per questo periodo. Rimane secondo di Castori fino al 2007. Nel marzo del 2009 è ingaggiato dal Bellaria Igea Marina (Seconda Divisione), nella stagione 2009-2010 allena la Giacomense (Seconda Divisione).
A ottobre 2012 è ingaggiato dall'Alma Juventus Fano sostituendo l'esonerato Lazzaro Gaudenzi; Gadda finisce la stagione al terz'ultimo posto, con conseguente retrocessione in Serie D. Il 21 ottobre 2013 diviene allenatore della SPAL sostituendo l'esonerato Leonardo Rossi.
Nel 2015 diviene l'allenatore del Forlì, arrivando terzo nel girone della serie D, venendo ripescato in serie C, dove l'anno successivo retrocede in serie D dopo aver perso i play-out col Fano.
Il primo settembre 2017 viene chiamato dall'Imolese, squadra militante nel Girone D di Serie D, per sostituire il tecnico Emanuele Filippini, dimessosi per motivi personali a pochi giorni dall'inizio del campionato.
Il 25 ottobre 2021, viene comunicato il suo ritorno sulla panchina del Forlì, club di Serie D, al posto dell'esonerato Giovanni Cornacchini. Il 27 gennaio 2022, quattro giorni dopo la sconfitta con il Borgo San Donnino e con la squadra nelle zone basse della classifica, viene sollevato dall'incarico.
Il 7 novembre 2022 viene ufficializzato come nuovo allenatore del Ravenna, in Serie D, dove raccoglie l'eredità dell'esonerato Christian Serpini. Termina il campionato al settimo posto a un punto dalla zona play-off. Confermato per la stagione successiva porta i romagnoli a sfiorare la promozione in Serie C, nonostante ciò, il 14 giugno 2024 la società comunica che il rapporto di lavoro terminerà alla naturale scadenza del contratto, ovvero il 30 dello stesso mese.
Il 3 luglio 2024 viene nominato nuovo tecnico della neonata Ancona SSC in Serie D.

## Statistiche

### Statistiche da allenatore
Statistiche aggiornate al 4 maggio 2025. In grassetto le competizioni vinte.
| Stagione            | Squadra              | Campionato        | Campionato | Campionato | Campionato | Campionato | Coppe nazionali | Coppe nazionali | Coppe nazionali | Coppe nazionali | Coppe nazionali | Coppe continentali | Coppe continentali | Coppe continentali | Coppe continentali | Coppe continentali | Altre coppe | Altre coppe | Altre coppe | Altre coppe | Altre coppe | Totale | Totale | Totale | Totale | % Vittorie | Piazzamento                  |
| Stagione            | Squadra              | Comp              | G          | V          | N          | P          | Comp            | G               | V               | N               | P               | Comp               | G                  | V                  | N                  | P                  | Comp        | G           | V           | N           | P           | G      | V      | N      | P      | %          | Piazzamento                  |
| ------------------- | -------------------- | ----------------- | ---------- | ---------- | ---------- | ---------- | --------------- | --------------- | --------------- | --------------- | --------------- | ------------------ | ------------------ | ------------------ | ------------------ | ------------------ | ----------- | ----------- | ----------- | ----------- | ----------- | ------ | ------ | ------ | ------ | ---------- | ---------------------------- |
| lug.-dic. 2001      | Baracca Lugo         | D                 | 15         | 5          | 4          | 6          | CI-D            | 2               | 0               | 0               | 2               | -                  | -                  | -                  | -                  | -                  | -           | -           | -           | -           | -           | 17     | 5      | 4      | 8      | 29,41      | Eson.                        |
| 2002-2003           | Ravenna              | D                 | 34+4       | 19+2       | 11+1       | 4+1        | CI-D            | 4               | 1               | 2               | 1               | -                  | -                  | -                  | -                  | -                  | -           | -           | -           | -           | -           | 42     | 22     | 14     | 6      | 52,38      | 1º (prom.)                   |
| 2003-2004           | Ravenna              | C2                | 27         | 10         | 9          | 8          | CI-C            | 4               | 1               | 1               | 2               | -                  | -                  | -                  | -                  | -                  | -           | -           | -           | -           | -           | 31     | 11     | 10     | 10     | 35,48      | Eson., Sub., 6º              |
| mar.-giu. 2009      | Bellaria Igea Marina | 2D                | 9+2        | 0+2        | 5          | 4          | CI-LP           | -               | -               | -               | -               | -                  | -                  | -                  | -                  | -                  | -           | -           | -           | -           | -           | 11     | 2      | 5      | 4      | 18,18      | Sub., 17º                    |
| 2009-2010           | Giacomense           | 2D                | 34+2       | 9          | 10+2       | 15         | CI-LP           | 4               | 0               | 0               | 4               | -                  | -                  | -                  | -                  | -                  | -           | -           | -           | -           | -           | 40     | 9      | 12     | 19     | 22,50      | 14º                          |
| 2010-2011           | Giacomense           | 2D                | 30         | 9          | 14         | 7          | CI-LP           | 4               | 1               | 1               | 2               | -                  | -                  | -                  | -                  | -                  | -           | -           | -           | -           | -           | 34     | 10     | 15     | 9      | 29,41      | 7º                           |
| 2011-2012           | Giacomense           | 2D                | 38         | 10         | 15         | 13         | CI-LP           | 4               | 0               | 0               | 4               | -                  | -                  | -                  | -                  | -                  | -           | -           | -           | -           | -           | 42     | 10     | 15     | 17     | 23,81      | 14º                          |
| Totale Giacomense   | Totale Giacomense    | Totale Giacomense | 104        | 28         | 41         | 35         |                 | 12              | 1               | 1               | 10              |                    | -                  | -                  | -                  | -                  |             | -           | -           | -           | -           | 116    | 29     | 42     | 45     | 25,00      |                              |
| ott. 2012-2013      | Fano                 | 2D                | 25         | 8          | 4          | 13         | CI-LP           | -               | -               | -               | -               | -                  | -                  | -                  | -                  | -                  | -           | -           | -           | -           | -           | 25     | 8      | 4      | 13     | 32,00      | Sub., 16º, (retr.)           |
| ott. 2013-2014      | SPAL                 | 2D                | 26         | 12         | 9          | 5          | CI-LP           | -               | -               | -               | -               | -                  | -                  | -                  | -                  | -                  | -           | -           | -           | -           | -           | 26     | 12     | 9      | 5      | 46,15      | Sub., 6º                     |
| 2015-2016           | Forlì                | D                 | 38+2       | 19+1       | 12         | 7+1        | CI-D            | 2               | 1               | 0               | 1               | -                  | -                  | -                  | -                  | -                  | -           | -           | -           | -           | -           | 42     | 21     | 12     | 9      | 50,00      | 3º                           |
| 2016-2017           | Forlì                | LP                | 38+2       | 8          | 13+1       | 17+1       | CI-LP           | 2               | 0               | 0               | 2               | -                  | -                  | -                  | -                  | -                  | -           | -           | -           | -           | -           | 42     | 8      | 14     | 20     | 19,05      | 18º, (retr. dopo i play-out) |
| 2017-2018           | Imolese              | D                 | 38+2       | 21+1       | 8+1        | 9          | CI+CI-D         | 1+4             | 0+2             | 0+1             | 1+1             | -                  | -                  | -                  | -                  | -                  | -           | -           | -           | -           | -           | 45     | 24     | 10     | 11     | 53,33      | 2º                           |
| ott. 2021-gen. 2022 | Forlì                | D                 | 10         | 3          | 1          | 6          | CI-D            | -               | -               | -               | -               | -                  | -                  | -                  | -                  | -                  | -           | -           | -           | -           | -           | 10     | 3      | 1      | 6      | 30,00      | Sub., Eson.                  |
| Totale Forlì        | Totale Forlì         | Totale Forlì      | 90         | 31         | 27         | 32         |                 | 4               | 1               | 0               | 3               |                    | -                  | -                  | -                  | -                  |             | -           | -           | -           | -           | 94     | 32     | 27     | 35     | 34,04      |                              |
| nov. 2022-2023      | Ravenna              | D                 | 26         | 11         | 6          | 9          | CI-D            | -               | -               | -               | -               | -                  | -                  | -                  | -                  | -                  | -           | -           | -           | -           | -           | 26     | 11     | 6      | 9      | 42,31      | Sub., 7º                     |
| 2023-2024           | Ravenna              | D                 | 32+2       | 19+2       | 9          | 4          | CI-D            | 2               | 1               | 0               | 1               | -                  | -                  | -                  | -                  | -                  | -           | -           | -           | -           | -           | 36     | 22     | 9      | 5      | 61,11      | 2º                           |
| Totale Ravenna      | Totale Ravenna       | Totale Ravenna    | 125        | 63         | 36         | 26         |                 | 10              | 3               | 3               | 4               |                    | -                  | -                  | -                  | -                  |             | -           | -           | -           | -           | 135    | 66     | 39     | 30     | 48,89      |                              |
| 2024-2025           | Ancona               | D                 | 34         | 13         | 8          | 13         | CI-D            | 2               | 1               | 1               | 0               | -                  | -                  | -                  | -                  | -                  | -           | -           | -           | -           | -           | 36     | 14     | 9      | 13     | 38,89      | 6º                           |
| Totale carriera     | Totale carriera      | Totale carriera   | 470        | 184        | 143        | 143        |                 | 35              | 8               | 6               | 21              |                    | -                  | -                  | -                  | -                  |             | -           | -           | -           | -           | 505    | 192    | 149    | 164    | 38,02      |                              |

## Palmarès

### Giocatore

#### Competizioni nazionali
- Campionato italiano di Serie B: 1

Milan: 1982-1983
- Coppa Italia Serie C: 1

Livorno: 1985-1986
- Campionato italiano Serie C1: 3

Ancona: 1987-1988 (girone A)
Ravenna: 1995-1996 (girone A)
Cesena: 1997-1998 (girone A)

#### Competizioni internazionali
- Coppa Mitropa: 1

Milan: 1981-1982

### Allenatore
- Campionato italiano Serie D: 1

Ravenna: 2002-2003 (girone D)